# Noctuelia anaemicalis
Noctuelia anaemicalis là một loài bướm đêm trong họ Crambidae.